# Coelotes obako
Coelotes obako là một loài nhện trong họ Amaurobiidae.
Loài này thuộc chi Coelotes. Coelotes obako được miêu tả năm 1983 bởi Nishikawa.